# Bhutan Football Federation
Die Bhutan Football Federation (BFF; Dzongkha: འབྲུག་ཡུལ་རྐང་རིལཁོངས་གཏོགས) ist der bhutanische Fußballverband.
Der Fußballverband Bhutans wurde 1983 gegründet. Im selben Jahr trat man der Asian Football Confederation bei. 2000 trat der Verband offiziell der FIFA bei. 
Der Verband organisiert seit 1986 die nationale Bhutan Premier League und den nationalen Pokal. Des Weiteren organisiert der Verband die Spiele der Bhutanische Fußballnationalmannschaft der Männer und Frauen und der Fußball-Jugendnationalmannschaften.